# Martin Liedemann
Martin Liedemann (magyarosan: Liedemann Márton, Igló (Szepes megye), 1767. – Marosvásárhely, 1837. április 14.) bölcseleti doktor, evangélikus lelkész.

## Életrajza
Iglón született, ahol apja, Liedemann Sámuel kereskedő és városbíra volt. Tanulmányait Lőcsén és Pozsonyban végezte, ahonnan külföldre ment és 1788 nyarán a jénai, 1791-ben a göttingeni egyetem hallgatói közé lépett. Külföldről bölcseleti oklevéllel tért haza. 1793-ban igazgató-tanár lett Lőcsén, ahol 1803-ban magán-nevelőintézetet is alapított 12 nemes ifjú részére, ahol többek közt Szirmay Ádám septemvirt is nevelték. 1815-ben lelkésznek ment Kolozsvárra s különösen az új templom építése körül szerzett érdemeket, az addig gyűjtött 3488 forintnyi összeget felhívásai által 30 000 forintra emelte. A jénai két természettudományi társaságnak tagja volt. Meghalt 1837. április 14-én szélütés következtében 69 éves korában.

## Munkái
- Nachricht von dem in Leutschau befindlichen Erziehungs-Institut für protestantische Jünglinge. Hely és év n. (Megjelent a Zeitschrift von und für Ungernben 1803. IV. Latinul is Lőcsén 1803)
- Versuch einer Lösung der Aufgabe: Wie lassen sich frühzeitige Todesfälle edler und gemeinnütziger Menschen mit der Güte und Weisheit der göttlichen Weltregierung vereinigen. Leutschau, 1812. (Ism. Annalen, Wien 1812. IV. 182. 1.)
- Literärischer Nachlass des ehemaligen ersten Professors und Rektors am Leutschauer ev. Gymnasium A. C. ... seinen geliebten Leutschauern zum Andenken gewidmet bei seinem Abschied im Monate Juli 1816. Uo. (Geschichte der Leutschauer ev. Kirchengemeinde u. ihres Kirchen-Gebäudes, Resignation des löbl. Convents, Abschieds-Predig, den 10. Juli 1815. gehalten)
- Zwo Predigten in Bezug auf den Bau eines neuen Bethauses für die evangelische Kirchengemeinde der A. C. Verwandten zu Klausenburg gehalten im Jahr 1816 am Neujahrstag und am 2. Sonntag nach Epiphanias (Klausenburg)
- Jubelrede am 28. Deczember 1817. vorder evang. GemeindeA. C. zu Klausenburg in Siebenbürgen gehalten. Wien, 1818 (Sammlung einiger Jubelpredigten gehalten bei der Feier des dritten Jubelfestes der Reformation. Herausg. von Jak. Glatz)
- Reden zur Beförderungrichtiger Ansichten über die erhabenen Zwecke des heiligen Fürsten-Bundes, vorder Klausenburger evang. Gemeinde gehalten ... an den beiden ersten Tagen des Jahres 1820 (Uo. Jövedelme a kolozsvári ág. ev. templom javára fordíttatott.)
- Trauerrede bei Gelegenheit der Todtenfeier unseres allverehrtesten k. Landesgouverneurs Sr. Excellenz des Hochgeb. Herrn Grafen Georg Bánffy, Freiherrn von Losoncz, in der Klausenburger ev. Kirche A. C. gehalten am 21. Juli 1822 (Uo.)
- Ueber einige Mängel des öffentlichen Unterrichts, nebst Angabe der Mittel zu ihrer Beseitigung. Leutschau, 1823
- Predigt in Bezug auf die neue grössere Glocke der Klausenburger evang. Gemeinde A. C. gehalten am 5. Sonntag nach Epiphani 1827. herausgegeben von einigen Verehrern des öffentlichen Gottesdienstes zur Begründung eines harmonischen Geläutes. Klausenburg, 1827
- Todtenfeier bei Gelegenheit der Beerdigung der weil. Wohlgeb. Frau Karoline v. Méhes, geb. Benkner in der Kirche unserer evang. ref. Brüder zu Klausenburg gehaltan (A szeretet végtiszelete két jó feleségnek és derék anyának koporsójok felett három elmélkedésekben a (1-100. 1.) Ugyanott, 1828
- Agnes, die standhafte Dulderin oder die Kraft der Religion und des Gebets, schwere Leiden zu lindern. Nach einer wahren Begebenheit zur Erläuterung einer philosophischen Theorie bearbeitet. Leutschau, 1828
- Briefe über die Freiheit des menschlichen Willens. Ein Versuch, die Freiheit, mit der sich überall aufdringenden Naturnothwendigheit in Einklang zu bringen, Als Erläuterung zu Agnes, die seltene Dulderin. Nebst 1 lithogr. Tabelle: Charaktere der Entelechien oder der Grundkräfte der verschiedenen Klassen von Geschöpfen auf unserem Planeten. Neutstadt a. d. Orla, 1883

Kéziratban több bölcseleti munkája van a családnál. Levelei Őzhez: 1793. decz. 14., 1794. márcz. 2. és szept. 15. (A m. n. múzeumban.)
Kiadója volt a Hermann János: Hinterlassene Predigten. Leutschau, 1809. I. kötetének.